# Naubach
Der Naubach (französisch: Ruisseau le Naubach) ist ein Bach im Osten von Frankreich, der in den Départements Moselle und Bas-Rhin der Region Grand Est nordwestlich der Stadt Sarrebourg verläuft und von links der Saar zufließt.

## Geographie

### Verlauf
Der Naubach entspringt auf einer Höhe von etwa 256 m im Regionalen Naturpark Lothringen unter dem Namen Ruisseau du Fort Buisson im Gemeindegebiet von Belles-Forêts, entwässert generell Richtung Nordosten. Auf seinem Weg quert der Bach im Oberlauf die Bahnstrecke LGV Est européenne und den für die Schifffahrt ausgebauten Saarkanal. Danach durchströmt er den See Grand Étang de Mittersheim, in dem er die Bahnstrecke Réding–Metz-Ville quert. Ab Mittersheim begleitet er bis zu seiner Mündung den Saarkanal und wird auch zu dessen Wasserversorgung genutzt. Er mündet nach rund 23 Kilometern im Gemeindegebiet von Harskirchen auf einer Höhe von ungefähr 215 m als linker Nebenfluss in die Saar.

### Einzugsgebiet
Das Einzugsgebiet des Naubachs ist 85,8 km² groß und umfasst einen hohen Anteil an Wald, weshalb es außer Mittersheim am Oberlauf und Harskirchen an der Mündung auch keine großen Siedlungen am Lauf gibt. Es grenzt im Nordwesten an das Einzugsgebiet der Rode, die über die Albe weiter abwärts in die Saar entwässert. Die Saar selbst fließt nahe im Osten und hat somit von der Wasserscheide her nur kurze Zuflüsse. Den Abfluss des im Südwesten angrenzenden Gebietes führt die („Lothringische“) Seille oberhalb der Saar zur Mosel.

### Zuflüsse
(Reihenfolge in Fließrichtung)
- Ruisseau du Schirweiher (rechts) 3,08 km
- Ruisseau le Mertzlach (rechts) 2,05 km
- Ruisseau de Fohlach (links) 6,04 km
- Ruisseau l’Hilberslach (rechts) 2,25 km
- Ruisseau du Graffenweiher – auch Grafenweiher genannt (links) 2,41 km
- Ruisseau de la Tiglenlache – auch Dieffenlach genannt (rechts) 0,59 km
- Ruisseau du Grandchwarz-Weiher – auch Gross Schwarzweiher genannt (rechts) 1,6 km
- Ruisseau du Vieil Étang – auch Altweihergraben genannt (rechts) 4,5 km

### Durchquerte Gemeinden
(Reihenfolge in Fließrichtung)
- Belles-Forêts
- Saint-Jean-de-Bassel
- Mittersheim
- Niederstinzel
- Vibersviller
- Diedendorf
- Altwiller
- Harskirchen